# Hakushu
Pour les articles homonymes, voir Hakushū (homonymie).
La distillerie Hakushu (白州蒸溜所, Hakushū jōryūsho) est une distillerie de whisky japonais située à Hokuto dans la préfecture de Yamanashi (région du Chūbu), dans le lieu-dit Toribara (鳥原, se lit aussi Torihara) de l'ancien bourg de Hakushū (白州町, Hakushū-machi).
Elle a été créée en 1973 par le groupe Suntory, en pleine forêt sur les flancs du mont Kaikoma (甲斐駒ヶ岳, Kaikoma-ga-take). La distillerie s’est agrandie en 1981 avec la création d'un deuxième site Hakushu Est (par opposition à la première distillerie appelée à présent Hakushu Ouest) juste à côté de la première implantation. C’est maintenant sur ce nouveau site que se concentre toute la production.

## Production
Gamme principale :
- Hakushu Single malt 43 %[1] ;
- Hakushu Single malt 12 ans 43 %[1],[2] ;
- Hakushu Single malt 18 ans 43 %[1],[2] ;
- Hakushu Single malt 25 ans 43 %[1],[2].

Séries limitées :
- 2013 : Heavily Peated 48 %[1] ;
- 2014 : Sherry Cask 48 %[1].